# Bubnjište
Bubnjište (lat. cavum tympani) je središnji dio srednjeg uha. Bubnjićem je odvojeno od zvukovoda. Prema natrag na bubnjište se nadovezuju pneumatski prostori srednjeg uha, a Eustachijeva cijev spaja prednji dio bubnjišta s epifarinksom.
Bubnjište se dijeli u tri dijela. Dio bubnjišta koji je u razini s bubnjićem naziva se mesotympanum. Iznad razine bubnjića nalazi se epitympanum ili atik, a ispod hypotympanum.
Medijalna stijenka bubnjišta okrenuta je prema unutarnjemu uhu. Na njoj se nalazi fenestra vestibuli ili fenestra ovalis (ovalni prozorčić). Taj otvor zatvara pločica stremena (stapes). Ispod otvora nalazi se promonitorij tj. izbočenje bazalnog zavoja pužnice, a ispod promonitorija fenestra cochleae ili fenestra rotunda (okrugli prozorčić).
Iznad i iza ovalnog prozorčića nalazi se kanal kroz koji prolazi lični živac (nervus facialis). Lateralni polukružni kanal izbočuje se iznad ličnog živca. Iznad i iza lateralnog polukružnoga kanala nalazi se ulaz u antrum mastoida. 
Gornju stijenku bubnjišta prema srednjoj lubanjskoj jami čini tanka pločica - tegmen tympani.
Donja stijenka dijeli bubnjište od bulbusa vene jugularis.